# Marieke Guehrer
Marieke Guehrer (Adelaide, 9 febbraio 1986) è un'ex nuotatrice australiana.

## Carriera
Specializzata nella farfalla, ha vinto il titolo mondiale sui 50m ai campionati di Roma 2009.

## Palmarès
- Mondiali

Roma 2009: oro nei 50m farfalla e bronzo nella 4x100m sl.
- Mondiali in vasca corta

Dubai 2010: bronzo nella 4x100m misti.
Istanbul 2012: argento nella 4x100m sl e 4x100m misti.
- Giochi del Commonwealth

Delhi 2010: oro nella 4x100m sl e argento nei 50m farfalla.
- Giochi PanPacifici

Irvine 2010: oro nei 50m farfalla.
- Universiade

Shenzen 2011: oro nella 4x100m sl e argento nei 50m farfalla.
- Vincitrice della Coppa del Mondo nel 2008